# 伊達騒動

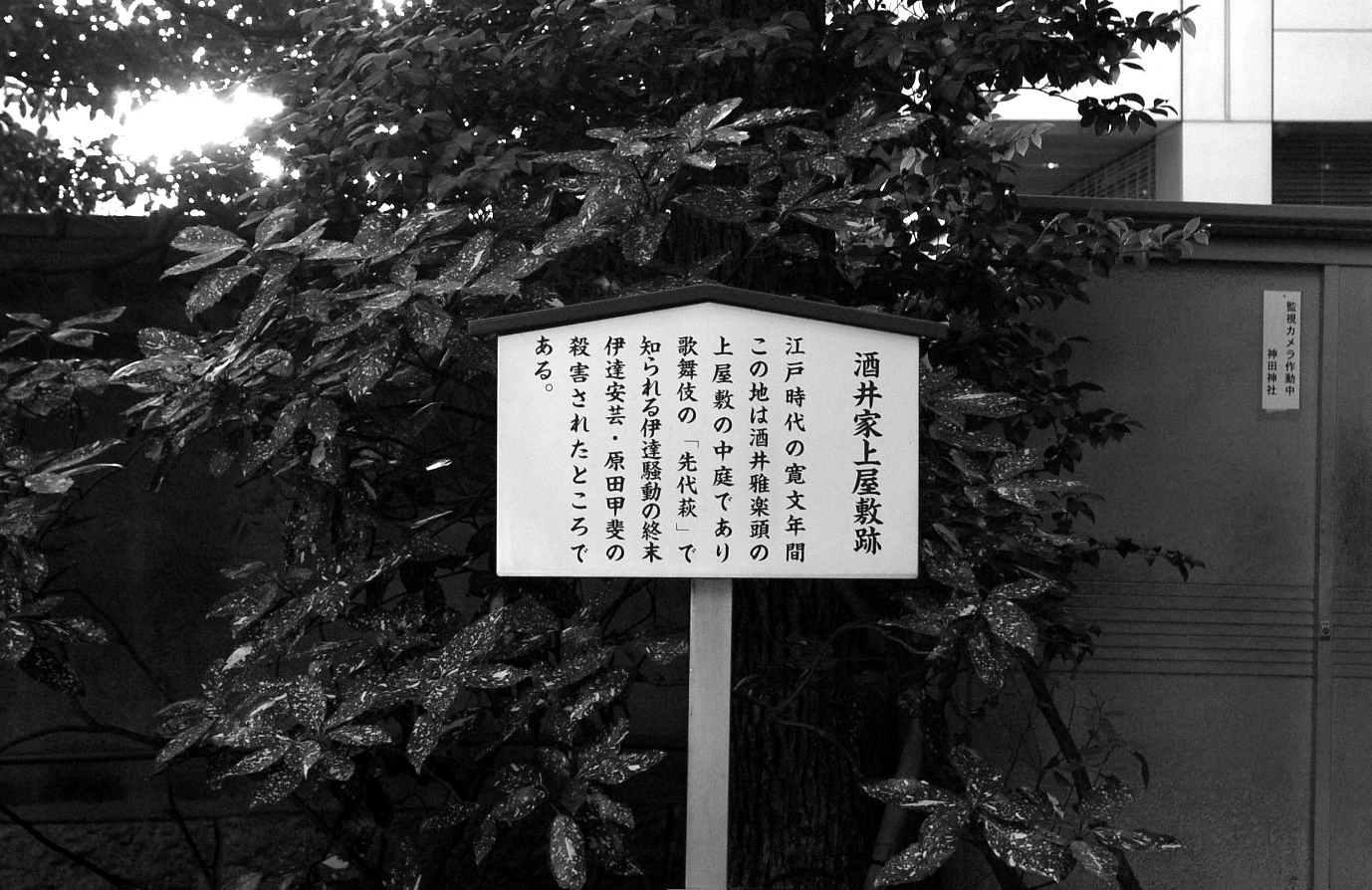
酒井家上屋敷跡
千代田区、丸の内

伊達騒動（だてそうどう）は、江戸時代前期に伊達家の仙台藩で起こったお家騒動である。黒田騒動、加賀騒動または仙石騒動とともに「三大お家騒動」と呼ばれる。

## 経緯と背景
騒動は3期に分類され、それぞれが関連性を持っているが、一般に伊達騒動と呼ばれるのは「寛文事件」であることが多い。

### 綱宗隠居事件
仙台藩3代藩主の伊達綱宗は遊興放蕩三昧であったため、叔父にあたる一関藩主の伊達宗勝がこれを諌言したが聞き入れられなかった。このため宗勝は親族大名であった岡山藩主池田光政、柳川藩主立花忠茂、宮津藩主京極高国と相談の上、老中首座の酒井忠清に綱宗と仙台藩家老に注意するよう提訴した。
しかし綱宗の放蕩は止まず、ついに1660年（万治3年）7月9日に家臣と親族大名（池田光政・立花忠茂・京極高国）の連名で幕府に綱宗の隠居と、嫡子の亀千代（初め伊達綱基、後に伊達綱村）の家督相続を願い出た。7月18日に幕府より綱宗は21歳で強制隠居させられ、4代藩主にわずか2歳の伊達綱村が就任した。
なお、伊達騒動を題材にした読本や芝居に見られる、吉原三浦屋の高尾太夫の身請け話やつるし斬り事件などは俗説とされる。また、綱宗の隠居の背景には、綱宗と当時の後西天皇が従兄弟同士（母親同士が姉妹）であったために、仙台藩と朝廷が結びつくことを恐れた幕府が、綱宗と仙台藩家臣、伊達一族を圧迫して強引に隠居させたとする説もある。

### 寛文事件
綱村が藩主になると、初めは大叔父にあたる宗勝や最高の相談役である立花忠茂が信任する奉行（他藩の家老相当）奥山常辰が、その失脚後に宗勝自身が実権を掌握し権勢を振るった。宗勝は監察権を持つ目付の権力を強化して寵愛し、奉行を上回る権力を与えて自身の集権化を行った。奉行の原田宗輔もこれに加担して、その中で諫言した里見重勝の跡式を認可せずに故意に無嗣断絶に追い込んだり、席次問題に端を発した伊東家一族処罰事件が起こる。
かつて奥山を失脚に追い込んだ一門の伊達宗重（涌谷伊達家）と宗勝の甥にあたる伊達宗倫（登米伊達家）の所領紛争（谷地騒動）が起こり、一旦宗重は裁定案を呑んだものの、宗勝の寵臣の今村を筆頭とする検分役人による郡境検分で問題が生じたことにより、伊達宗勝派の専横を幕府に上訴することになった。
寛文11年（1671年）1月25日、柴田朝意は騒動の審問のため幕府より出府の命を受け、仙台を跡に江戸へ立つ。また朝意は田村宗良に、自身の老齢を理由に古内義如の出府を要望する。
同年3月7日に伊達宗重、柴田と原田が老中板倉重矩邸に呼ばれ、土屋数直列座の下で1度目の審議が行われ、最初に朝意が審問を受けた。朝意は、隠居の綱宗の附家老や田村家家老に宛てて、この審問で藩主の伊達綱基（後に改名して綱村）への処分がないことが確定した旨の書状を送っている。なお、原田と柴田の証言の食い違いにより、古内も呼ばれることとなった。
同年3月27日に当初予定の板倉邸から大老（1666年（寛文6年）就任）である酒井忠清邸に場所を変更し、酒井忠清を初め老中全員と幕府大目付も列座する中で2度目の審問が行われるが、その審問中の控え室にて原田はその場で宗重を斬殺し、老中のいる部屋に向かって突入した。驚いた柴田は原田と斬りあいになり、互いに負傷した。聞役の蜂屋可広も柴田に加勢したが、混乱した酒井家家臣に3人とも斬られて、原田は即死、柴田もその日のうちに、蜂屋は翌日死亡した。関係者が死亡した事件の事後処理では、正式に藩主綱村は幼少のためお構い無しとされ、大老宅で刃傷沙汰を起こした原田家は元より、裁判の争点となった宗勝派および藩主の代行としての責任を持つ両後見人が処罰され、特に年長の後見人としての責務を問われた宗勝の一関藩は改易となった。
刃傷事件の顛末の記録として、当事者のものとしては古内義如の書状や酒井家家臣の記録があり、伝聞としては伊達宗重家臣の川口が事件直後に古内に聞いた話や末期の柴田からその家臣や藩医が聞いた話、同じく虫の息の蜂屋からその息子や娘婿が聞いた話などがあり、公式記録としては『徳川実紀』や『寛文年録』、仙台藩の「治家記録」などがある他、後世の実録物を加えるとその量は多い。また歌舞伎『伽羅先代萩』『伊達競阿国戯場』や、山本周五郎の小説『樅ノ木は残った』などの題材となった。
派閥は以下のとおり。
- 反伊達宗勝派[注 9]
  - 伊達安芸宗重（一門、反奥山派→反宗勝派）
  - 柴田外記朝意（奉行、宗勝から奥山派とされた）
  - 古内志摩義如（奉行、宗勝から奥山派とされた）
  - 茂庭周防良元（若年寄兼評定役）
  - 片倉小十郎景長
  - 里見十左衛門重勝（小姓頭、旧反奥山派）
  - 伊東七十郎重孝
  - 蜂屋（谷）六郎左衛門可広（聞役）
  - 田村顕住（出入司、渡辺と原田から宗重派とされた）

- 主な伊達宗勝派
  - 伊達兵部少輔宗勝（一門大名、後見役。当初は田村宗良同様に奉行の案を追認するだけであったが、後に実権を掌握）
  - 奥山大学常辰（奉行筆頭、初期には綱宗や立花忠茂の信任により宗勝以上に実権を握り、内分分知両後見人と仙台藩との関係を巡って宗勝や田村宗良と対立し、失脚）
  - 原田甲斐宗輔（奉行、当初は宗勝からは悪評価を受けていたが、奥山失脚後に宗勝の太鼓持ちとして台頭）
  - 津田玄蕃景康（若年寄兼評定役）
  - 高泉長門兼康（江戸番頭）
  - 志賀右衛門由清（徒小姓頭、谷地騒動を寛文事件に発展させた検分役人、ただし「悪儀の同類ではない」とされる）
  - 浜田一郎兵衛重次（徒小姓頭、谷地騒動を寛文事件に発展させた検分役人、ただし「悪儀の同類ではない」とされる）
  - 今村善太夫安長（目付、谷地騒動を寛文事件に発展させた検分役人。寵臣の中心人物）
  - 横山弥次郎右衛門元時（目付、谷地騒動を寛文事件に発展させた検分役人）
  - 早川淡路永義
  - 渡辺金兵衛義俊（目付→小姓頭。寵臣の中心人物）

### 綱村隠居事件
寛文事件が落着した後、藩主としての権力を強めようとした綱村は、次第に自身の側近を藩の重職に据えるようになった。これに不快感を示した伊達一門と旧臣は綱村に諌言書を提出したが、聞き入れられなかった。このため1697年（元禄10年）、一門7名と奉行5名の計12名の連名で、幕府に綱村の隠居願いを提出しようと試みた。これに対し、伊達家親族の高田藩主稲葉正往は隠居願いを差し止めた。
その後も再三にわたり、一門・家臣の綱村に対する諌言書の提出が続いた。1703年（元禄16年）、この内紛が5代将軍徳川綱吉の耳に達し、仙台藩の改易が危惧されるようになった。このため老中になっていた稲葉正往は綱村に状況を説明し、隠居を勧告した。これに促され、綱村は幕府に対して隠居願いを提出し、綱村には実子がなかったため従弟の伊達吉村が5代藩主となった。伊達騒動は綱村の隠居でようやく終止符が打たれることになった。

## 題材にした作品
- 伽羅先代萩：歌舞伎の演目
- 伊達競阿国戯場：同上
- 慙紅葉汗顔見勢：同上
- 赤西蠣太：志賀直哉の小説、およびそれを原作とした映画（伊丹万作監督、1936年、千恵プロ）、テレビドラマ
- 伊達事変：白井喬二の小説
- 樅ノ木は残った：山本周五郎の小説、およびそれを原作とした映画（青葉城の鬼）、テレビドラマ（1970年NHK大河ドラマ他）
- 海音寺潮五郎 「列藩騒動録」新潮社 1965年 のち講談社で文庫
- 腰抜け伊達騒動：斎藤寅次郎監督の映画（1952年、松竹）
- 危し! 伊達六十二万石：山田達雄監督の映画（1957年、新東宝）
- 伊達騒動 風雲六十二万石：佐伯清監督の映画（1959年、東映）